# Лебедев, Игорь Всеволодович
Игорь Всеволодович Лебедев (1922—2013) — советский и российский учёный, доктор технических наук, профессор.
Автор более 300 научных трудов, в том числе более 40 изобретений. Также является автором двухтомного учебника «Техника и приборы сверхвысоких частот»"
(под редакцией академика Николая Дмитриевича Девяткова).

## Биография
Родился 13 сентября 1922 года в Москве.
С детства был увлечён техникой. Окончив среднюю школу с золотой медалью, в 1940 году поступил в Московский энергетический институт на факультет электрофизики (кафедра «Электровакуумных приборов и электровакуумной техники»). Будучи студентом старших курсов, подрабатывал переводчиком с английского и немецкого языков в Центральном бюро научно-технической информации Наркомата электропромышленности СССР.
В 1945 году выполнял дипломную работу в НИИ-10 Наркомата судостроительной промышленности СССР (ныне — Морской научно-исследовательский институт радиоэлектроники «Альтаир»). После успешной защиты и получения диплома с отличием, с 1946 года Игорь Лебедев совмещал работу ассистента преподавателя на кафедре «Электронные приборы» МЭИ с работой в НИИ-10. В составе коллектива лаборатории № 9 этого научно-исследовательского института участвовал в работах по созданию отечественных отражательных клистронов, магнетронов и резонансных разрядников, которые применялись в радиолокационных станциях, полученных из США по ленд-лизу.
Наряду с научно-исследовательской, Лебедев занимался преподавательской деятельностью. Так в 1948 году им по прямому поручению заместителя Председателя Комитета № 3 (по радиолокации) при Совете Министров СССР Александра Ивановича Шокина была разработана и внедрена в МЭИ первая вузовская программа по учебному курсу "Техника и приборы сверхвысоких частот". Игорь Всеволодович являлся руководителем курсовых и дипломных проектов.
В июне 1948 года, без обучения в аспирантуре, он успешно защитил диссертацию на соискание учёной степени кандидата технических наук. В 1956 году он был направлен Правительством СССР в Китайскую Народную Республику, где в течение двух лет работал научным руководителем и советником в создававшемся тогда Университете электронных наук и технологий Китая. В числе китайских учеников профессора Лебедева было два академика Академии Наук КНР и более десяти профессоров.
В 1957 году Игорь Всеволодович Лебедев стал доктором технических наук. С 1959 года он являлся членом учёного (диссертационного) совета НИИ-160. В 1961 году учёный совет Московского энергетического института присвоил ему учёное звание профессора.
Работал в НИИ-160 (ныне Научно-производственное предприятие «Исток»). Вместе с ним и другими предприятиями электронной техники осуществил ряд разработок в области оборонной техники, в частности, ими были проведены работы по созданию новейших коммутационных устройств для зенитно-ракетных комплексов С-25, С-75, С-125, а также системы противоракетной обороны А-3.
В 1989 году коллектив молодых специалистов - выпускников МЭИ под руководством профессора И.В. Лебедева был удостоен премии Ленинского комсомола. Он продолжал преподавательскую работу и в преклонном возрасте — читал несколько лекционных курсов для студентов кафедр «Электронные приборы» и «Полупроводниковая электроника» радиотехнического факультета Института радиотехники и электроники имени В.А. Котельникова (подразделения МЭИ). Вёл работу по подготовке молодых специалистов — бакалавров, инженеров и магистров.
И. В. Лебедев являлся научным руководителем более 40 аспирантов МЭИ и промышленных НИИ. Он подготовил пять докторов технических и физико-математических наук. Многие его ученики стали видными специалистами электронной промышленности, кандидатами и докторами наук, заведующими кафедр в вузах.
Умер в Москве 5 ноября 2013 года. Похоронен на Троекуровском кладбище города (участок № 19а).

## Заслуги
- Лауреат Государственной премии СССР (1968, за разработку резонансных газоразрядных СВЧ-приборов для систем противовоздушной и противоракетной обороны).
- Лауреат премии «Почёт и признание» (2006).[4]
- Заслуженный деятель науки и техники Российской Федерации (1995, за заслуги в научной деятельности), Почётный радист СССР (1953).
- Почётный профессор Московского энергетического института (1995), Действительный член Нью-Йоркской Академии наук.
- За подготовку кадров для научных организаций Китайской Народной Республики был удостоен награды Правительства КНР — медали «Китайско-советской дружбы».